# 잭 안드라카

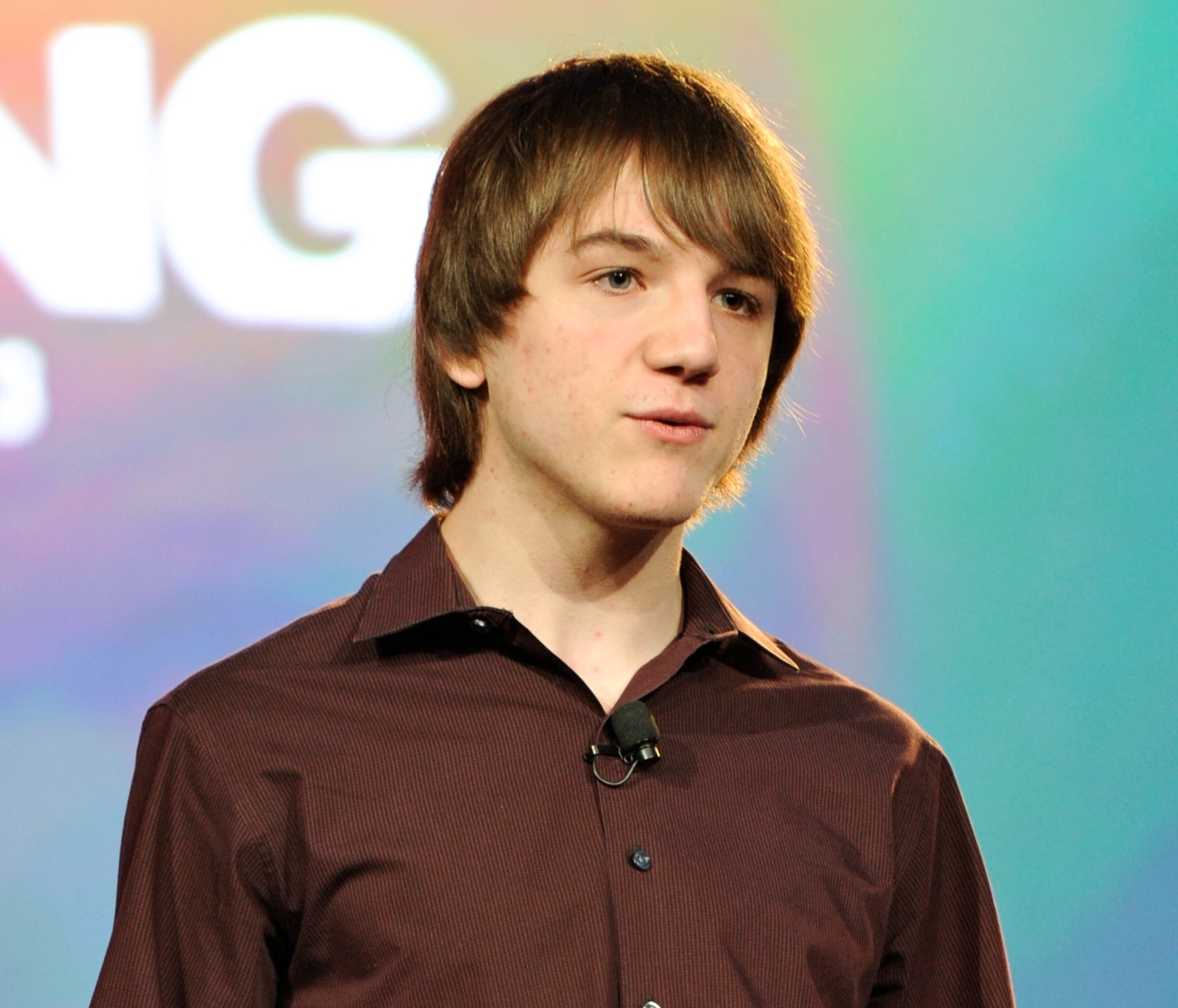
잭 안드라카

잭 토머스 안드라카(Jack Thomas Andraka, 1997년 1월 8일 ~ )는 미국의 과학자이다.
췌장 · 난소 · 폐에서 암의 존재를 나타내는 단백질의 증가를 감지하는 신속하고 저렴한 새로운 방법을 개발했다고 언론에 소개가 된 적이 있다. 바로 메소텔린(단백질)의 분비량(분비량↑암 판정)에 반응하는 항체 와 나노 탄소튜브를 결합해 만든 검은색 리트머스 종이같이 생긴 것이다. 가격은 3센트로, 60년 된 옛날 진단 센서(800달러)를 대신한 놀라운 발명품이다.

## 수상
- 2012 고든 E. 무어 어워드[1]
- 2013 국제과학기술경진대회, 4등, 화학.